# ゆーこモラトリアム
『ゆ～こモラトリアム』は水田恐竜による日本の漫画作品。掲載雑誌は不明。短編集『脳プロブレム』に収録された。

## 概要
漫画家の青柳まおがひょんな事から幽霊のゆ～こと知り合いドタバタを繰り広げる4コマギャグ漫画。

## 登場人物
ゆ～こ
駅の近くの公園のトイレに住み着いている幽霊。まおとはトイレの紙を渡した事がきっかけで知り合う。
後に区画整備で公園もトイレも壊されて強制的にまおの家に居候する事となった（まおは一応無視するなど抵抗したが乗り移られて恥ずかしい格好をさせられて外に出されたので仕方なく家に置いてあげる事となった）。
料理が苦手で自分で作った料理を味見したとき、悶絶するくらいまずい顔をしていたので基本的に作る料理はネコマンマなどの粗食（ゆ～こ曰く「粗食も工夫次第で美味しくなるんだよ」と開き直っていた）。
動物や傘などの無生物に変化出来る能力を持つ。特に化け猫に変化してまおのアソコを舐めたりネコマンマを食べる等していたまた、変化する妖怪のほとんどが大顔でまおに「化ける度いちいち膨らむな」とつっこまれた。
憑依能力でよくまおの体に乗り移り、町内運動会に勝手に参加するなど好き放題しているまた自動販売機や木の様な無生物に乗り移る事もでき、ビールや弁当を手に入れるなど泥棒紛いな事もしていた。
大食らいな上「二口女」で食べる時もあるため食費がかかり、しまいにはまおに「自分の食いブチ位自分で稼いで来い!」と言われてしまったため、大食いと早食いの賞金を余裕で稼いだ事もあった（これに対しまおとくるみは「働く気なくすな～」と心の中で落ち込んだ）。
霊体なので体がよく伸びる上痛みを感じないが、くるみにアソコを引っ張られた時「痛い痛い」と悶絶した（くるみ曰く第二関節までしか届かず、まお曰く「処女？」との事）。
幽霊なのでプリクラなどの写真系はぼやけて写るが、エクトプラズムをするとくっきりと見える。
幽霊という事から薄着でも寒くなく、まおに「秋らしい服もってないの？」と質問されたとき秋らしい半袖の服を披露したが、まおに「スクリーントーンの無駄だ」とつっこまれた。
最終回でネコを拾ったがアパートでは飼えない上、ネコが原稿を破ってしまいネコと一緒に追い出された後、よその家の墓石の下でネコと一週間暮らしていたが食料はこっそり盗み食いしていた。
青柳まお
ゆ～こと仲良くなろうとした事が災いしゆ～こに仕事をよく邪魔される様になったついてない漫画家。
ゆ～こにはよく体を乗っ取られ意識がある時は「こら～」とつっこむ。また町内運動会でブルマー姿をカメラ小僧に撮られた時は必死で抵抗したが、ゆ～こが「減るもんじゃあるまいし」とサービスしてしまう。
子供の頃から運動が苦手な事と漫画家という職業柄運動不足で梅雨になると体の節々が痛くなるなど非常に体が脆く自分と同じ職業のくるみから「ボロい体」とつっこまれた上、ゆ～この憑依で強制的に町内運動会に連れて行かれて更に体がボロボロになってしまった事もあった。
基本的にゆ～こに仕事を邪魔されてばかりだが風邪を引いた時はゆ～この能力で風邪を治してもらったり、体の節々がボロボロになって限界寸前の時は魂を抜いて全快にさせてもらったりとゆ～こに助けられる事もあるが両方共メリットばかりあるわけではない（前者はまおの風邪が治る代わりにゆ～こが風邪を引いて寝込んで「仕事終わったら返すからね」と念を押したり、後者は魂は長時間離れていると肉体に戻れなくなってしまうため「わーわー!」と叫びながら漫画を描いた）。
実家には正月帰るだけで、お盆には帰らない。そのためゆ～こが「青柳さんちのご先祖さ～ん」の霊を勝手に呼んだ事があった。
まおの担当編集者
穏やかな性格で、ゆ～こがご飯を沢山たかっても「経費でなんとかする」のでたいして気にしない。またゆ～この事を初めてまおから聞いた時、「そんな面白い幽霊なら会って見たいですね」と興味を示していた。
くるみ
まおと同じ漫画家。中盤まおの家に居候する事となる（ただしまおにエッチな急所攻めをして無理矢理ではあるが）。
ゆ～ことは忘年会で知り合い二次会と三次会で大はしゃぎした（ゆ～こはまおを体を乗っ取って踊っていた）。
まおの家に居候するまでは家賃とサラ金の取立てが日に10回も来る上、カード破産したり同棲していた男が逃げたりと生活環境がすさんでいた。
また、まおに「そろそろ引越し代たまったでしょ」と言われた時、非常に都合のいいマンションを希望していた。ゆ～こはくるみが希望していた物件を紹介したが、幽霊が住む部屋だった。
一応自分の漫画は描いているが、まおによく手伝わされるのでわざと外出していた。
喫煙家でタバコをくわえながら話すのがほとんどである。ちなみにまおもくるみが登場する前に一度だけだがタバコを吸っていた。
ゆ～こが前述のネコと一緒に追い出された時、「バツイチでちょっと年くってるけどお金とわりといいモノ持っているヤツ」が住んでいる部屋に引っ越す事となった。また、世話になったお礼にバイブを渡してまおの反応を楽しむつもりだったが「つまらない物」のためか本当に「つまらない」結果になってしまった。